# Рольдан, Антонио
Антонио Рольдан Рейна (исп. Antonio Roldán Reyna; 15 июня 1946, Мехико) — мексиканский боксёр полулёгкой весовой категории, выступал за сборную Мексики в конце 1960-х годов. Чемпион летних Олимпийских игр в Мехико, победитель многих международных турниров и национальных первенств. В период 1969—1973 боксировал на профессиональном уровне, но без особых достижений. Известен также как тренер по боксу.

## Биография
Антонио Рольдан родился 15 июня 1946 года в Мехико. Активно заниматься боксом начал в возрасте пятнадцати лет, сразу стал показывать достойные результаты и был зачислен в основной состав национальной сборной. Благодаря череде удачных выступлений удостоился права защищать честь страны на домашних летних Олимпийских играх 1968 года, где победил всех своих соперников, в том числе кенийца Филипа Варуинге и американца Альберта Робинсона в полуфинале и финале соответственно. В финальном бою Робинсон выглядел предпочтительнее, но рефери дисквалифицировал его за два преднамеренных удара головой и на радость местных болельщиков отдал победу мексиканцу.
Получив золотую олимпийскую медаль, Рольдан решил попробовать себя среди профессионалов и покинул сборную. Его профессиональный дебют состоялся в феврале 1969 года, своего первого оппонента американца Джерри Уильямса он победил техническим нокаутом уже во втором раунде. Тем не менее, дальнейшая его карьера сложилась не очень удачно, в сентябре 1973 года мексиканец потерпел сокрушительное поражение от известного американского боксёра Армандо Муньиса и в 1974 году завершил карьеру спортсмена. Всего в профессиональном боксе провёл 9 боёв, из них 5 окончил победой (в том числе 4 досрочно), 3 раза проиграл, в одном случае была зафиксирована ничья.
После завершения спортивной карьеры Антонио Рольдан занялся бизнесом, открыв собственный магазин спортивной одежды. Также в течение достаточно долгого времени работал тренером по боксу, подготовил многих талантливых бойцов. Женат, есть трое детей.